# آلبرت تانگورا
آلبرت تانگورا (Albert Tangora) زادهٔ ۱۹۲۳ و درگذشتهٔ ۱۹۷۸، یکی از پرسرعت‌ترین تایپیست‌های دههٔ ۹۰ میلادی در ایالات متحده‌ٔ آمریکا بود. او اهل نیوجرسی بود و تایپ‌کردن با ماشین تایپ را از ۱۹۱۶ آغاز کرد. او با ثبت رکورد ۱۴۷ کلمه در دقیقه، توانست رکورد جهان برای سرعت تایپ در ۶۰ دقیقه را از آن خود کند.

## فهرست منابع
1. ↑  مشارکت‌کنندگان در ویکی‌پدیا، Albert Tangora